# Sarcófago
Sarcófago (port. für ‚Sarkophag‘) ist eine brasilianische Extreme-Metal-Band aus Belo Horizonte. Neben Sepultura zählt sie zu den Begründern der südamerikanischen Metal-Szene.

## Geschichte
Sarcófago wurde 1985 in Belo Horizonte (Minas Gerais, Brasilien) von Wagner „Antichrist“ Lamounier gegründet. Der Sänger und Lead-Gitarrist spielte zuvor bei Sepultura. Zusammen mit Zeber „Butcher“, Juninho „Pussy Fucker“ und „Leprous“ hob er Sarcófago aus der Taufe. Von Anfang an hatte die Band ein antichristliches und satanistisches Image. 1986 wurden drei Demos veröffentlicht, die die Band durch Tape-Trading im Underground bekannt machten. Außerdem erschienen zwei Songs auf der international veröffentlichten Kompilation Warfare Noise des Labels Cogumelo Records. Gerald „Incubus“ Minelli stieg als Bassist in die Band ein, der Rest des Line-Ups schrumpfte auf ein Trio zusammen. Ein fester Schlagzeuger wurde seit dieser Zeit nicht mehr gefunden. Mineli und Lamounier helfen sich mit Sessionmusikern aus.
Das erste vollwertige Album I.N.R.I. erschien 1987 ebenfalls auf Cogumelo. Es enthält rohen, primitiven Thrash Metal, der sehr unterproduziert wirkte und deutliche Punk-Anleihen zeigte. Der ungeschliffene Stil machte die Band im Underground populär. Die Konkurrenz-Situation mit Sepultura spitzte sich zu einer Feindschaft zu. 1988 erschien das zweite Album Rotting.
Das 1991er Album Laws of the Scourge entstand erneut in Vierer-Besetzung. 1992 coverte die finnische Band Impaled Nazarene das Lied The Black Vomit und machte die Band damit auch in Europa bekannt, wo sich gerade die zweite Black-Metal-Welle ausbreitete. Unter anderem erklärten sich Euronymous von Mayhem und Fenriz von Darkthrone beeinflusst von der brasilianischen Band, die als eine der ersten mit Corpsepaint auftrat.
1992 kam es am Rande eines Gigs mit Ratos de Porão zu einer Schlägerei zwischen den beiden Bands. Die Auseinandersetzung bezog sich auf den Supportposten für einen Auftritt von D.R.I. D.R.I. versuchte in die Schlägerei einzugreifen. Der Fall beschäftigte die brasilianische Metal-Presse mehrere Jahre und trug zum schlechten Image von Sarcófago bei.
1994 erschien das Full-Length-Album Hate, 1997 The Worst. Mit den beiden Alben änderte die Band Image. Die satanistischen Texte blieben erhalten, aber das Outfit änderte sich: die langen Haare und das Corpsepaint fielen weg. Die Band begründete den Schritt mit der Kommerzialisierung moderner Black-Metal-Stile:

„We respect those who still have it, but nowadays any trendy who listens to Pearl Jeam or Nirvana lets his hair grow to get chicks. […] Since the beginning Sarcófago tried to be different. Nowadays, for example, nine out of ten new bands that show up is using corpsepaint. When we used it, everybody bashed us, they said that we were ridiculous. When we had our hair cut, everybody criticized. Nowadays there's a number of bands who have their hair cut as well. Even the famous ones.“

Bis auf die im Jahr 2000 veröffentlichte EP Crust, auf der mit elektronischer Musik experimentiert und mit dem Song F.O.M.B.M. (Fuck Off the Melodic Black Metal) eine Abgrenzung zum modernen Black Metal gezogen wurde, wurde es recht still um die Band. 2004 veröffentlichte Fenriz das Lied Satanic Lust auf seiner Kompilation Fenriz Presents… The Best of Old-School Black Metal.
Sämtliche Alben wurden später wieder neu aufgelegt. Zusätzlich existieren zahlreiche Bootlegs, zum Teil mit Live- oder Demoaufnahmen im MC-, Vinyl- oder CD-Format.

## Diskografie
- 1986: Satanic Lust (Demo)
- 1986: The Black Vomit (Demo)
- 1986: Warfare Noise (Split mit Chakal, Mutilator und Holocausto)
- 1987: Sepultado (Demo)
- 1987: Christ’s Death (Demo)
- 1987: I.N.R.I.
- 1989: Rotting
- 1991: The Laws of Scourge
- 1992: Crush, Kill, Destroy (EP)
- 1994: Hate
- 1996: Decade of Decay (Kompilation)
- 1996: The Worst[7]
- 2000: Crust (EP)
- 2015: Die... Hard! (Kompilation)